# O'Sheas Casino
O'Sheas Casino fue un casino cuyo propietario y operador era la compañía Harrah's Entertainment. Estaba localizado en el Strip de Las Vegas, en Las Vegas. El casino no tenía habitaciones de hotel pero estaba operado en conjunto con su vecino, el hotel Flamingo. 

## Historia
La Corporación Hilton Nevada inició la construcción del casino O'Sheas el 7 de septiembre de 1988. O'Sheas abrió sus puertas el 1 de julio de 1989, y contaba con un tema irlandés. R. Duell & Associates de Los Ángeles fue el diseñador, y Rissman & Rissman de Las Vegas fue el arquitecto.
El 26 de febrero de 2000, O'Sheas ingresó a la edición 2001 del Libro Guinness de los Récords al contar con 220 clientes participando en el brindis más grande a nivel nacional.